# Sclerotium wakkeri
Sclerotium wakkeri är en svampart som beskrevs av Boerema & C. Posth. 1963. Sclerotium wakkeri ingår i släktet Sclerotium och riket svampar.   Inga underarter finns listade i Catalogue of Life.